# Pacher i Kisić
Pacher i Kisić, bh. ortačko trgovačko društvo iz Mostara. Ortaci u društvu bili su Antun Pacher i braća Kisić. Koncem 19. stoljeća otvorili su knjižaru u Mostaru na Glavnoj ulici. Sposobni i poduzetni u poslu, ostavili su traga u gradu. Većina razglednica onog vremena nosi njihov žig, žig „Pacher & Kisić“. Imali su knjižarsku izdavačku kuću koje je u Mostaru djelovala od 1890. do 1940. godine.